# Mibu
Mibu (壬生町, Mibu-machi) est un bourg du district de Shimotsuga, dans la préfecture de Tochigi au Japon.

## Géographie

### Situation
Mibu se situe dans le sud de la préfecture de Tochigi, au nord de la plaine du Kantō, à environ 90 km au nord du centre de Tokyo.

### Municipalités limitrophes
| Kanuma  | Kanuma     | Utsunomiya |
| Tochigi | Mibu       | Shimotsuke |
| Tochigi | Shimotsuke | Shimotsuke |

### Démographie
Au 1er décembre 2017, la population de Mibu s'élevait à 39 703 habitants répartis sur une superficie de 61,06 km2,.

## Histoire
Pendant l'époque d'Edo, la région faisait partie du domaine de Mibu et Mibu s'est développé comme ville-château autour du château de Mibu (en). 
Le bourg moderne de Mibu est créé le 1er avril 1889 à la suite de la mise en place du système de municipalités modernes.

## Culture locale et patrimoine
La ville héberge depuis 2007 le musée Bandai.

## Transports
Mibu est desservi par la ligne Tōbu Utsunomiya.